# Fatma khanum Kemina
Fatma khanum Kemina (en azéri : Fatma xanım Kəminə ; née en 1841 à Chouchi, province de la Caspienne et morte en 1898 à Chouchi) est une poétesse azerbaïdjanaise. C'est l'une des femmes achigs du XIXe siècle. 

## Biographie
Fatma Kemina s'intéresse à la poésie depuis son enfance. Le père de la poétesse, Mirza Beybaba Fana, était également poète et écrivait de la poésie sous le pseudonyme « Fana ». Fatma Kamina connaît parfaitement la langue persane et écrit des poèmes dans cette langue. Elle reçoit son éducation à Choucha, et à cause de son éducation, on l’appelle « Mirza Fatma Khanum ». Les poèmes de la poétesse peuvent figurer parmi les tezkirés (genre d’encyclopédies bibliographiques anthologiques) du XIXe siècle. À cette époque, Fatma khanum Kemina est l'une des 3 à 5 poétesses les plus célèbres d'Azerbaïdjan. 
La poétesse écrit des hommages aux poèmes des achigs de son temps. Mais ses poèmes qui ont atteint notre époque, sont écrits pour la plupart dans un style classique.
Firidun bey Kocharli considère Fatma khanum Kemina comme « un moment rare » et évalue sa mort comme une lourde perte.

## Créativité
Il existe peu d'informations sur la vie et l'œuvre de Fatma Kemina dans les tezkiras du XIXe siècle. Par exemple, Mir Mohsun Navvab, tout en donnant des informations sur Kemina dans son ouvrage Tazkireyi-Nawab, déclare qu'elle est l’auteur d’environ quatre cents poèmes et participe étroitement au Majlisi-faramushan (conseil littéraire) dirigé par lui à Choucha. Kemina était proche des membres du conseil littéraire (Majlisi-uns) dirigé par la poétesse Natavan, et échange des vers avec eux.